# المدينة (قلمرية)
المدينة هي أبرشية مدنية سابقة في بلدية قلمرية في البرتغال. في عام 2013 ، اندمجت الرعية في أبرشية قلمرية الجديدة . في عام 2011 ، كان عدد سكانها أكثر من 900 نسمة في منطقة تقع غرب جامعة هيل في قلمرية ، وتغطي 1.01 نسمة كيلومتر مربع